# Municipio de Lincoln Valley
El municipio de Lincoln Valley (en inglés: Lincoln Valley Township) es un municipio ubicado en el condado de Divide en el estado estadounidense de Dakota del Norte. En el año 2010 tenía una población de 22 habitantes y una densidad poblacional de 0,24 personas por km².

## Geografía
El municipio de Lincoln Valley se encuentra ubicado en las coordenadas 48°50′38″N 103°39′46″O / 48.84389, -103.66278. Según la Oficina del Censo de los Estados Unidos, el municipio tiene una superficie total de 93.27 km², de la cual 91,44 km² corresponden a tierra firme y (1,96 %) 1,83 km² es agua.

## Demografía
Según el censo de 2010, había 22 personas residiendo en el municipio de Lincoln Valley. La densidad de población era de 0,24 hab./km². De los 22 habitantes, el municipio de Lincoln Valley estaba compuesto por el 100 % blancos. Del total de la población el 0 % eran hispanos o latinos de cualquier raza.